# برج اروپا
برج اروپا (لیتوانیایی: Europos bokštas) بلندترین آسمان‌خراش در کشورهای حوزۀ دریای بالتیک است. این برج در ویلنیوس پایتخت کشور لیتوانی قرار دارد. در ۱ مۀ ۲۰۰۴ ساخت و ساز این ساختمان تکمیل و به طور رسمی به عنوان قسمتی از جشن لیتوانی برای پیوستن به اتحادیۀ اروپا افتتاح شد.